# Alleati nei film di James Bond
Di seguito una lista degli alleati ricorrenti nei film di James Bond. La lista è ristretta ai soli personaggi della agenzia dei servizi segreti internazionali britannici MI6 (Military Intelligence sezione 6) e all'agente CIA (Central Intelligence Agency), Felix Leiter, anch'egli collaboratore di vecchia data di Bond. Sono pertanto esclusi gli alleati dell'agente segreto presenti in una sola avventura.

## M
- Bernard Lee (1962–1979). Compare ininterrottamente nei primi 11 film della serie.
- Robert Brown (1983–1989). Interpreta M da Octopussy - Operazione piovra a Vendetta privata.
- Judi Dench (1995–2012). Assume il testimone negli ultimi sette film della serie, da GoldenEye a Skyfall.
- Ralph Fiennes (2012–in corso). Interpreta M dal termine di Skyfall in cui il personaggio di M, interpretato da Judi Dench, muore.

Il personaggio di M, dopo l'agente 007, è il dipendente della MI6 presente in più film della serie, 22 su 23: è assente solo nel 12° film della serie Solo per i tuoi occhi (1981) poiché giusto nel 1981 era venuto a mancare Bernard Lee, l'interprete originale, ed i produttori per rispetto non avevano inserito il personaggio nel cast. M tornerà nel capitolo successivo senza mai mancare più un appuntamento.

## Miss Moneypenny
- Lois Maxwell (1962–1985), ininterrottamente presente nei primi 14 film della serie
- Caroline Bliss (1987–1989), è Moneypenny nel 15° e 16° film della serie
- Samantha Bond (1995–2002), attrice omonima dell'agente segreto più famoso di sua maestà, interpreta Moneypenny in 4 film, dal 17º al 20º
- Naomie Harris (2012–in corso), è Eve Moneypenny nel 23° film della serie Skyfall

Moneypenny non compare in Casino Royale e Quantum of Solace

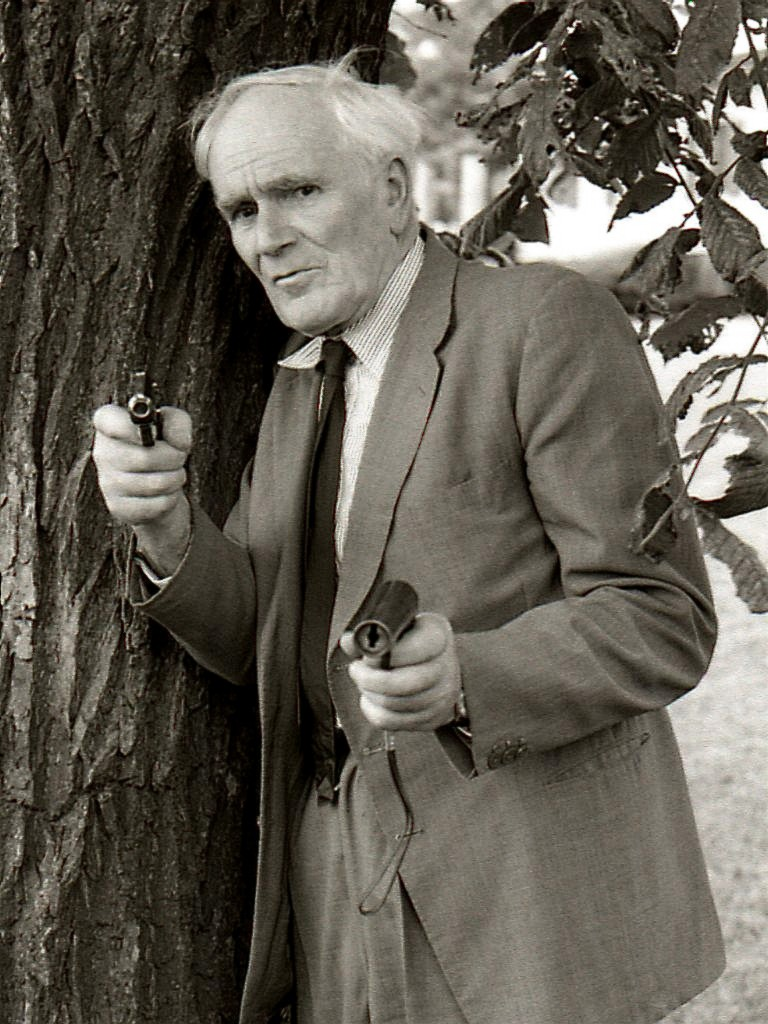
Il personaggio di Q (l'attore gallese Desmond Llewelyn) alleato di Bond in ben 17 film della serie

## Q
- Peter Burton (1962): compare solo nel primo film (Licenza di uccidere), ed è lui che impone a Bond di abbandonare la sua Beretta 418 (calibro 22) in cambio di una Walther PPK (calibro 7,65).
- Desmond Llewelyn (1963–1999): presente in 17 film (è l'attore con più presenze nella serie), il personaggio di Q, dei primi 19 film della serie, è assente solo nei film Licenza di uccidere e Vivi e lascia morire. La sua ultima apparizione è nel film Il mondo non basta, film nel quale, come se si trattasse di un addio programmato, passa il testimone al suo assistente R (John Cleese, poi Q nel film successivo). L'attore, infatti, pur se in età avanzata (85 anni), morirà però in un tragico incidente stradale nel 1999 (al volante di una Renault 4, fu investito da un'altra vettura).
- John Cleese (1999–2002): prima apparizione in Il mondo non basta nel ruolo di "R", assistente di Q. Diviene Q in La morte può attendere.
- Ben Whishaw (2012-in corso): dopo non essere comparso in Casino Royale e Quantum of Solace, il personaggio di Q ritorna da Skyfall in poi.

## Felix Leiter
Il personaggio di Leiter non appare in tutti i film ed è stato interpretato da attori diversi.
- Jack Lord (1962): Licenza di uccidere
- Cec Linder (1964): Missione Goldfinger
- Rik Van Nutter (1965): Thunderball (Operazione tuono)
- Norman Burton (1971): Una cascata di diamanti
- David Hedison (1973 e 1989): Vivi e lascia morire e Vendetta privata
- John Terry (1987): Zona Pericolo
- Jeffrey Wright (2006-2008-2021): Casino Royale, Quantum of Solace e No Time to Die

## Bill Tanner
Bill Tanner è il Capo del Personale dell'MI6. Tanner sembra essere uno dei pochi amici di Bond all'interno dei servizi segreti.
- interpretato da Michael Goodliffe in L'uomo dalla pistola d'oro (non accreditato)
- interpretato da James Villiers in Solo per i tuoi occhi
- interpretato da Michael Kitchen in GoldenEye e in Il mondo non basta
- interpretato da Rory Kinnear in Quantum of Solace, Skyfall, Spectre e No Time to Die

## Charles Robinson
Charles Robinson è un alto ufficiale dell'MI6 durante l'era di Pierce Brosnan. Robinson sembra essere il braccio destro di M. Quando Bond fa rapporto all'MI6 spesso il suo corrispondente è proprio Robinson.
- interpretato da Colin Salmon in Il domani non muore mai, Il mondo non basta e La morte può attendere.

## René Mathis
René Mathis è un altro alleato di Bond. Nella versione cinematografica, è un esperto agente dell'MI6 di stanza in Montenegro, che compare in Casino Royale e in Quantum of Solace ed è interpretato da Giancarlo Giannini.

## Sceriffo J. W. Pepper
John W. Pepper è un simpatico e distratto sceriffo della Louisiana, sposato con Maver Pepper. Interpretato da Clifton James, appare nei film Agente 007 - Vivi e lascia morire e L'uomo dalla pistola d'oro.

## Jack Wade
Jack Wade è un esperto agente della CIA, contatto e supporto di Bond in alcune missioni. Dall'aspetto non propriamente consono a una spia, sia nel fisico e nell'abbigliamento che nei modi di fare, nonché dalla movimentata vita matrimoniale, appare in GoldenEye e ne Il domani non muore mai. È interpretato da Joe Don Baker.